# شیگرو میاموتو
شیگرو میاموتو (به ژاپنی: 宮本 茂، تلفظ: Miyamoto Shigeru) (زاده ۱۶ نوامبر ۱۹۵۲ در کیوتو، ژاپن) طراح و تهیه‌کننده ژاپنی بازی‌های ویدئویی است. وی با لقب‌هایی همچون «پدر بازی‌های ویدئویی» یا «والت دیزنی بازی‌های الکترونیک» شناخته می‌شود. بیشتر علت شهرت او طراحی بازی‌هایی همچون ماریو، افسانه زلدا، وی موزیک و دیگر بازی‌های مرتبط با نینتندو است. او همچنان بازی‌هایی مثل پوکمون و کربی را هم ساخت و زلدا ماریو ساختهٔ دست اوست او برای طراحی ی یک بازی بعد اخراج شد وبه ناتی داگ رفت و کرش تایتان را ساخت بعد دوباره به نینتندو رفت